# Ręczno (gromada)
Ręczno – dawna gromada, czyli najmniejsza jednostka podziału terytorialnego Polskiej Rzeczypospolitej Ludowej w latach 1954–1972.
Gromady, z gromadzkimi radami narodowymi (GRN) jako organami władzy najniższego stopnia na wsi, funkcjonowały od reformy reorganizującej administrację wiejską przeprowadzonej jesienią 1954 do momentu ich zniesienia z dniem 1 stycznia 1973, tym samym wypierając organizację gminną w latach 1954–1972.
Gromadę Ręczno siedzibą GRN w Ręcznie utworzono – jako jedną z 8759 gromad na obszarze Polski – w powiecie piotrkowskim w woj. łódzkim, na mocy uchwały nr 35/54 WRN w Łodzi z dnia 4 października 1954. W skład jednostki weszły obszary dotychczasowych gromad Ignaców Poduchowny, Łęg Ręczyński, Łęki Królewskie, Nowinki, Ręczno i Wielkopole ze zniesionej gminy Łęki Szlacheckie w tymże powiecie. Dla gromady ustalono 18 członków gromadzkiej rady narodowej.
1 stycznia 1958 do gromady Ręczno przyłączono część zniesionej gromady Stobnica (wieś Paskrzyn, kolonia Paskrzyn, kolonia Paskrzyn Stary, osada Paskrzyn-Brzezie, wieś Stobnica, parcelacja Stobnica, wieś Przewóz, osada młyńska Jaroszewizna, osada młyńska Piła i osada młyńska Olszyna).
31 grudnia 1961 do gromady Ręczno przyłączono kolonię i osadę młyńską Brzezie-Piła oraz wieś Stobnica-Piła ze zniesionej gromady Lubień.
Gromada przetrwała do końca 1972 roku, czyli do kolejnej reformy gminnej. 1 stycznia 1973 w powiecie piotrkowskim reaktywowano zniesioną w latach 50. gminę Ręczno.